# Eidolon dupreanum
Eidolon dupreanum é uma espécie de morcego da família Pteropodidae. Endêmica de Madagascar.